# Niemiecko-Luksemburski Park Krajobrazowy

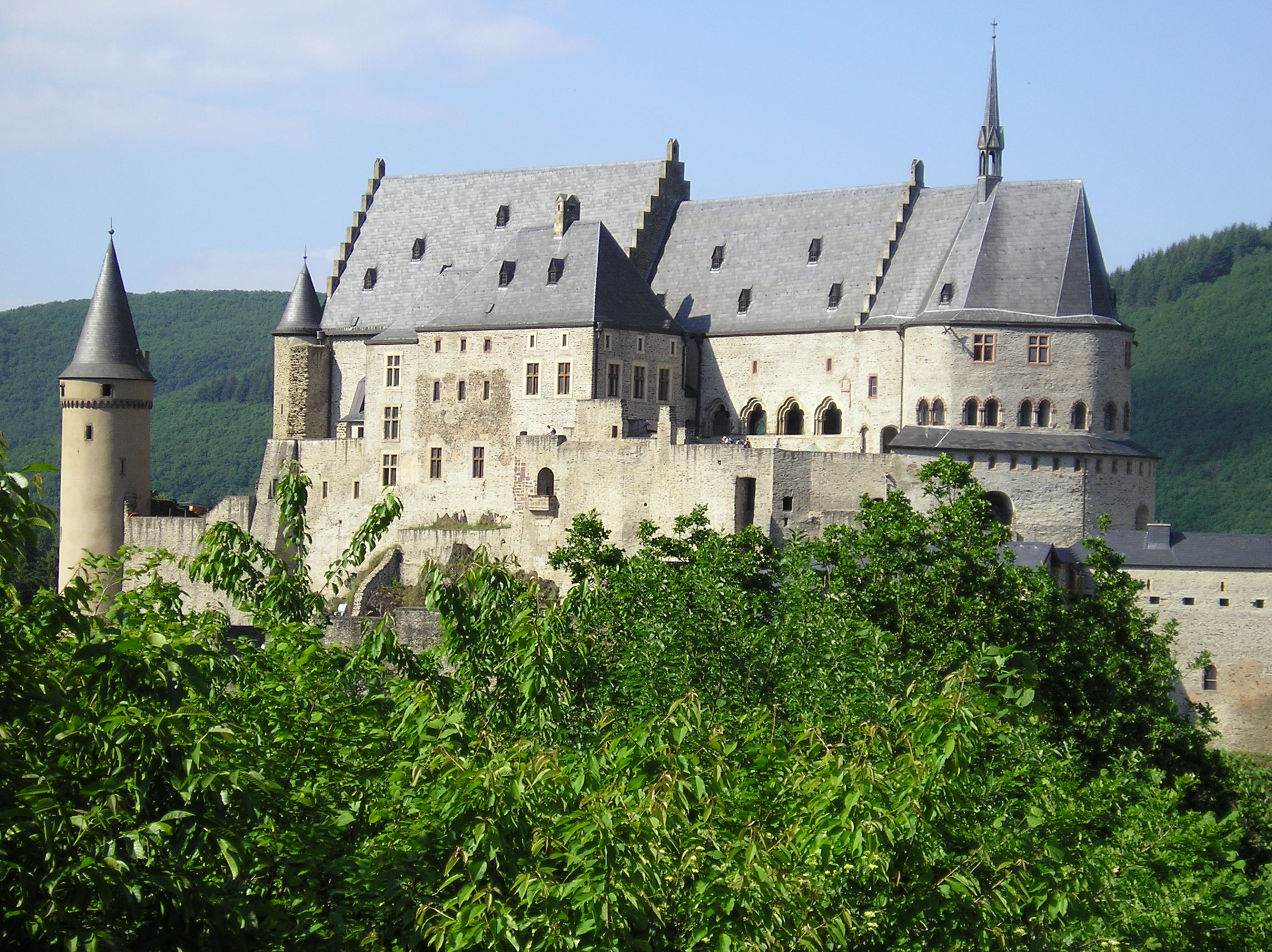
Zamek Vianden

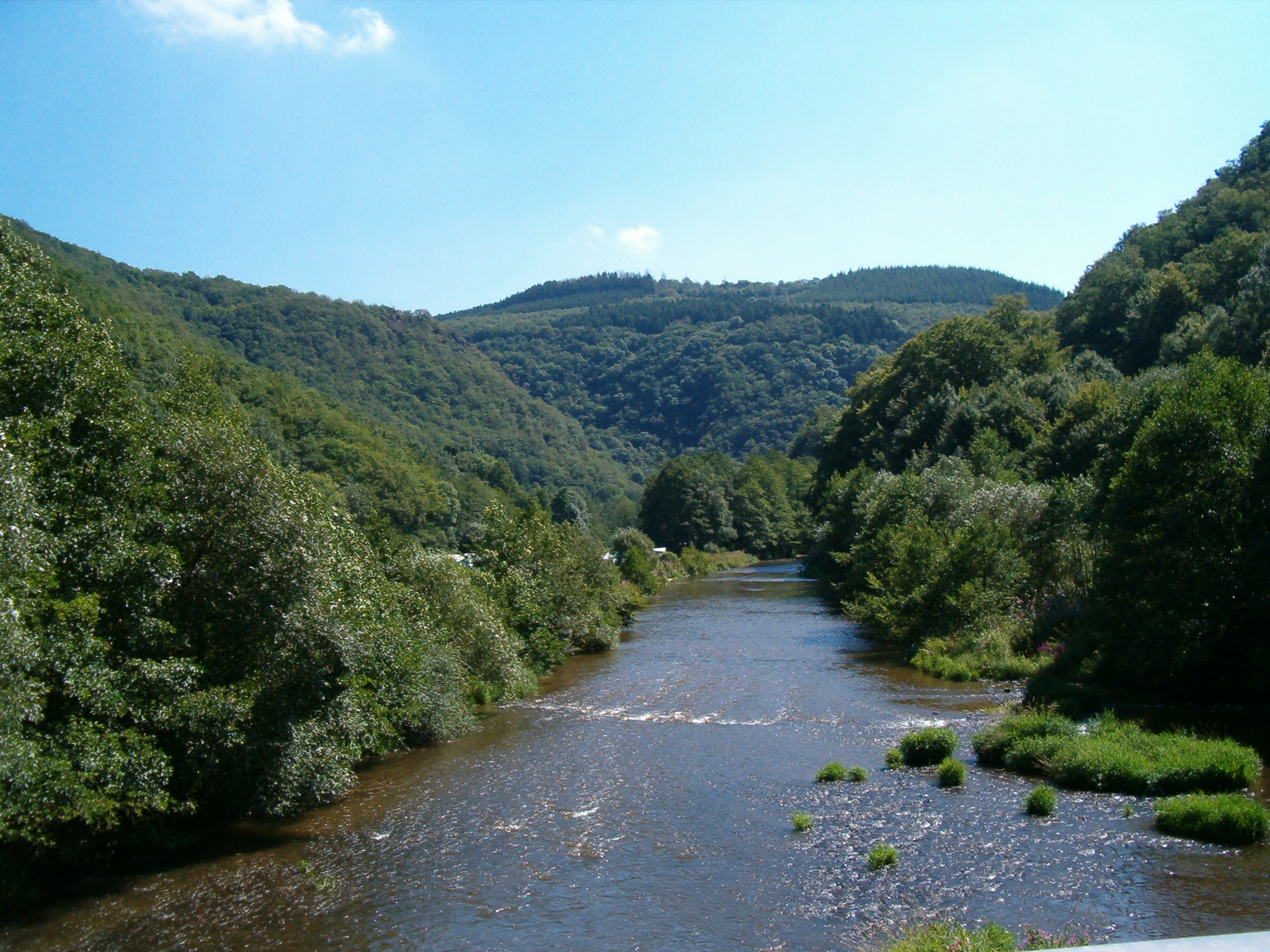
Dolina Our na granicy Luksemburga i Niemiec

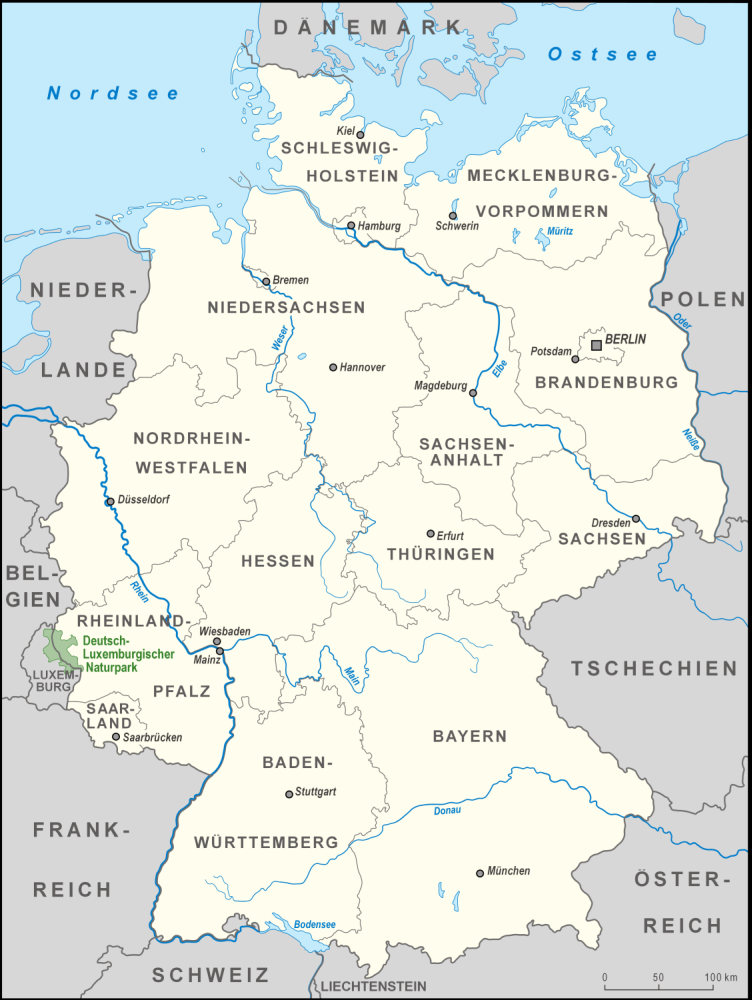
Położenie parku

Niemiecko-Luksemburski Park Krajobrazowy (luks. Däitsch-Lëtzebuerger Naturpark, niem. Deutsch-Luxemburgischer Naturpark, fr. Parc naturel germano-luxembourgeois) – najstarszy europejski transgraniczny park krajobrazowy powołany w 1964 roku na terenie Wielkiego Księstwa Luksemburga i niemieckiego kraju związkowego Nadrenii-Palatynatu.
Park zajmuje obszar 789 km² wzdłuż północnej granicy niemiecko-luksemburskiej, z czego 432 km² znajdują się po stronie nadreńskiej, a 357 km² po stronie Wielkiego Księstwa. W Niemczech obszar parku jest jednokładny z powołanym w 1958 r. Parkiem Krajobrazowym Południowego Eifel (niem. Naturpark Südeifel), zaś większa część strony luksemburskiej pokrywa się z powołanym w 2005 r. na obszarze 306 km² Parkiem Krajobrazowym Our (luks. i niem. Naturpark Our, fr. Parc naturel de l'Our).
Park obejmuje dolinę rzeki Our rozdzielającą dwa państwa i niskie góry Ardeny od Eifel, w jego południowej części znajduje się region określany mianem Małej Szwajcarii Luksemburskiej (luks. Kleng Lëtzebuerger Schwäiz, niem. Luxemburger Schweiz, fr. Petite Suisse luxembourgeoise). Do atrakcji parku zalicza się m.in. liczne zabytki (np. zamek Vianden, były klasztor w Echternach), wsie i miasteczka, doliny rzeczne z licznymi wodospadami, młynami i formacjami geologicznymi, lasy, dziedzictwo kulturowe (tańcząca procesja w Echternach jest wpisana na listę niematerialnego dziedzictwa ludzkości UNESCO). Na terenie parku powołano 25 rezerwatów przyrody oraz liczne inne formy ochrony przyrody.